# مرا ببوس هیولا
مرا ببوس هیولا (اسپانیایی: Bésame monstruo‎) یک فیلم ماجراجویی در ژانر معمایی به کارگردانی خسوس فرانکو است که در سال ۱۹۶۷ ساخته و در سال ۱۹۶۹ منتشر شد. از بازیگران آن می‌توان به آدریان هوون اشاره کرد.